# レストラン キエフ
レストラン キエフは、京都府京都市東山区のロシア・ウクライナ・ジョージア料理店である。1972年（昭和47年）、加藤幸四郎によって『スンガリー』の姉妹店として開店した。

## 歴史
京都出身であり、ハルビン留学を経験したこともある、日本マーキュリーレコードに所属するプロデューサーである加藤幸四郎は、同じく同社に勤務していた瀬川富士男の兄である瀬川仲の頼みから、彼の経営していた中華料理店を買い取った。また、ハルビンから引き揚げしてきた友人である小山田次郎夫妻が職に困っていたこともあり、彼はこの料理店をロシア料理店とすることにした。このようにして、1957年（昭和32年）7月、新橋駅前に『スンガリー』が開店した。
マーキュリーレコードを経て日本放送録音に勤めていた幸四郎は1972年（昭和47年）に引退し、料理店経営に注力するようになった。当時、『スンガリー』は新宿に2店舗をかまえており、いずれも経営は安定していた。彼は生まれの地である京都にも店舗を構えたいと考えるようになり、当時建設中であった京阪四条駅近くの鴨東ビルへの出店を決めた。店名については、哈爾濱学院の先輩であり、京都市とキエフ市の姉妹都市協定に尽力した川勝学而のアドバイスを受けて、『キエフ』とした。同協定は、開店の前年にあたる1971年（昭和46年）に結ばれたものであった。
従業員は『スンガリー』から呼び寄せたほか、川勝を通じて当時の京都市長であった舩橋求己と連絡を取り、キエフ市長のウラジミール・グーセフに同市出身の料理人を斡旋してもらった。1972年11月1日に開店し、開店パーティには船橋市長以下、京都政財界の名士が集まった。キエフから来日したマトーラコック長は1973年（昭和48年）にソビエト連邦に帰国したが、1974年（昭和49年）にグーセフ市長が訪日した際、随行員となったホテル・キエフの料理人であるローシチが京都で働くこととなった。その後も、ロシア共和国首相であるミハイル・ソロメンツェフなど、京都を訪れるソ連要人の多くが「キエフ」に足を運んだ。幸四郎は、観光ビザで来日するソ連人をウェイトレスやコックとして雇用し、宿泊先や滞在費などを引き受けた。
ソビエト連邦崩壊後の1991年（平成3年）、ソ連を形成する一国であったウクライナは独立を果たした。これにより、「キエフ」は「ロシア料理店でありながら店名はウクライナの首都名」ということになった。1992年（平成4年）に創業者である幸四郎が亡くなると、息子・加藤幹雄とその妻である智恵子が経営を引き継いだ。2004年（平成16年）には住友金属工業副社長であった幹雄が引退し、経営にかかわりはじめた。2014年（平成27年）にはロシアによるクリミアの併合が強行され、2016年（平成29年）、当時「ロシアレストラン」を名乗っていた「キエフ」の開店45周年パーティには、ウクライナ大使は出席しなかった。
2022年ロシアのウクライナ侵攻を受け、幹雄は朝日新聞の取材に対して「夜眠れないくらいつらい」「たえられないくらい、悲しい気持ちにさせられる」「プーチン大統領とロシアの人の思いは必ずしも一緒ではないはず」、読売新聞の取材に対して「民間人が殺害されるのはもう耐えられない。『兄弟国』なのだから、早く平和を取り戻してほしい」と語っている。